# Embolanthera glabrescens
Embolanthera glabrescens är en trollhasselart som beskrevs av Li. Embolanthera glabrescens ingår i släktet Embolanthera och familjen trollhasselfamiljen. Inga underarter finns listade i Catalogue of Life.